# Abril Pro Rock
Pour les articles homonymes, voir APR.
L'Abril Pro Rock (APR) est un festival de rock organisé annuellement chaque mois de mars ou avril depuis 1993 à Recife, au Pernambuc, au Brésil. Cet événement devient une référence brésilienne pour la présentation de groupes et d'artistes renommés de la scène indépendante de tout le pays et de l'étranger, la révélation de nouveaux noms et le soutien aux groupes locaux.

## Histoire
Abril Pro Rock (APR) est le plus ancien festival indépendant du Brésil. Il voit le jour en 1993 dans la ville de Recife, au cœur de l'une des scènes les plus importantes de la musique brésilienne, le mouvement mangue beat. La naissance de l'Abril Pro Rock coïncide avec l'explosion du mouvement mangue beat, qui révèle des groupes tels que Penélope, Chico Science e Nação Zumbi, Mundo Livre S/A, Eddie, Devotos, et Faces do Subúrbio. Des groupes comme Los Hermanos affirment souvent que leurs prestations au Abril Pro Rock, réalisées avant qu'ils ne signent des contrats avec des labels, leur permettent d'accéder à la scène nationale.
Dès le début, l'APR rassemble et fait la promotion du design et des arts visuels. En 2017, il atteint sa 25e édition,, où, pour chacune de ces éditions, une affiche est réalisée par un designer ou une agence de publicité afin de faire connaître l'événement. Avec un corpus analytique composé de 25 affiches créées au Pernambouc, entre la fin du XXe siècle (années 1990) et le début du XXIe siècle (années 2000 et 2010), une telle sélection présente des preuves pertinentes de son importance dans la composition de la mémoire graphique du Pernambouc. La plupart de ces affiches sont réalisées par des designers du festival. L'objectif principal de cette recherche est de réaliser une étude systématique des aspects morphologiques et sémantiques de chaque affiche d'APR. Cette étude analyse les aspects sémiotiques des affiches, en utilisant comme outil d'analyse une adaptation de la fiche d'Izabella Pinto (2017), dont le formulaire d'analyse est structuré selon le modèle d'analyse d'image de Martine Joly (1994), qui propose d'identifier et d'interpréter les signes présents dans le message plastique, le message iconique et le message linguistique de l'affiche, en prenant toujours en compte le contexte dans lequel le message s'insère. Les analyses permettent de conclure que les aspects visuels identifiés font référence à la musique et à l'arrivée et à l'accessibilité de la technologie, qui ont modifié la manière dont ces affiches sont produites. Par conséquent, le répertoire visuel utilisé par les concepteurs dans la production de ces affiches montre l'importance de la participation du concepteur dans la construction et la représentation de l'identité culturelle de l'événement et de Pernambuco,,. 